# Nasze słowa
Nasze słowa – dziewiąta płyta zespołu KSU, wydana 24 stycznia 2005 roku, nakładem wydawnictwa Sonic, zawiera także dwa teledyski: „Kto cię obroni Polsko…” i „Czym jest wiary sens”.
Muzykę na niej obecną można określić jako punk rock. Największy sukces odniósł pierwszy utwór na płycie, piosenka „Kto cię obroni Polsko…”.

## Lista utworów
źródło:
| Nr  | Tytuł utworu               | Długość |
| --- | -------------------------- | ------- |
| 1.  | „Kto cię obroni Polsko…”   | 2:39    |
| 2.  | „Wygnany z raju”           | 3:43    |
| 3.  | „Władcy świata”            | 3:44    |
| 4.  | „Odlot w niepamięć”        | 1:59    |
| 5.  | „Nie miej złudzeń”         | 3:48    |
| 6.  | „Marszałkowska kosa”       | 2:52    |
| 7.  | „Techno techno”            | 2:26    |
| 8.  | „Wyrzuć drzwi”             | 2:36    |
| 9.  | „Nic nie powiedziała”      | 3:19    |
| 10. | „Neopogo”                  | 2:20    |
| 11. | „Dziwne drzewa”            | 3:26    |
| 12. | „Awaria obrazu”            | 2:50    |
| 13. | „Wuje, wuje”               | 2:54    |
| 14. | „Dobre rady, mądre zdania” | 2:39    |
| 15. | „Bieszczady 2004”          | 3:24    |
| 16. | „Cjanci”                   | 2:48    |
| 17. | „Nasze słowa”              | 3:19    |
| 18. | „Poza światem słów”        | 2:19    |
|     |                            | 53:05   |

## Muzycy
źródło:
- Eugeniusz Olejarczyk – śpiew, gitara
- Jarosław Kidawa – gitara
- Paweł Tylko – gitara basowa
- Sebastian Mnich – perkusja